# Dorogoj moj tjelovek
Dorogoj moj tjelovek (russisk: Дорогой мой человек) er en sovjetisk spillefilm fra 1958 af Iosif Chejfits.

## Medvirkende
- Aleksej Batalov som Vladimir Ustimenko
- Inna Makarova som Varvara Stepanova
- Pjotr Konstantinov som Rodion Stepanov
- Jurij Medvedev som Jevgenij
- Pjotr Kirjutkin som Mefodij Lukitj